# Torrechiara
Torrechiara è una frazione di Langhirano, in provincia di Parma.
La località dista 5,23 km dal capoluogo.

## Geografia fisica
Il castello col piccolo borgo medievale è situato alla quota di 278 m s.l.m. sulla cima di una collina terrazzata, che si eleva sulla sponda sinistra della Val Parma; grazie alla sua posizione, strategica in epoca medievale, il maniero domina l'intera vallata che si allunga verso sud e la pianura che si estende a nord.
La parte bassa del paese è situata nella pianura sottostante, compresa tra la collina e il torrente Parma, più volte esondato nei secoli tanto da distruggere nel XVI l'originaria chiesa di San Lorenzo.

## Origini del nome
La località, nota in epoca medievale come Torcularia e Torclaria, poi "Torchiara", deve il suo nome all'antica presenza di numerosi torchi per la spremitura dell'olio, prodotto con i frutti degli uliveti che all'epoca si estendevano sulle colline circostanti.

## Storia
Il più antico insediamento umano della zona, rinvenuto nel 1981 ai piedi della collina del castello, fu fondato dai Terramaricoli durante l'età del bronzo.
Dell'epoca romana sopravvivono le tracce delle ultime propaggini meridionali della centuriazione nella zona pianeggiante, compresa tra Arola e il paese di Torrechiara.
La prima testimonianza dell'esistenza del borgo di Torcularia risale al 1028, mentre del castello originario non si hanno notizie antecedenti il 1259, quando il podestà di Parma ne deliberò l'abbattimento. In seguito sulle rovine fu edificata dalla famiglia Scorza una casaforte, distrutta nel 1293 per volere del podestà Marco Giustiniani.
Nel 1308 Gilio Scorza accolse a Torrechiara i Lupi e i Rossi, cacciati da Parma per volere di Giberto III da Correggio; i ribelli ricostruirono la fortificazione, ma Giberto reagì stringendola d'assedio, che si protrasse fino al raggiungimento di un accordo con Rolandino Scorza, figlio di Gilio; nel 1313 Cabrietto Scorza, fratello di Rolandino, e Guglielmo de' Rossi si allearono e attaccarono il maniero, distruggendolo.
Tra il 1448 e il 1460 sulle rovine fu costruito il maestoso castello per volere di Pier Maria II de' Rossi, che nel 1464 lo assegnò a Ottaviano, suo probabile figlio naturale, avuto dall'amante Bianca Pellegrini. Tuttavia, Ottaviano premorì al conte, perciò i beni a lui destinati furono assegnati all'erede principale Guido. Pier Maria scomparve nel maniero il 1º settembre del 1482, durante la guerra dei Rossi; la fortezza passò a Guido, ma dopo pochi mesi il castello, posto sotto assedio da Gian Giacomo Trivulzio nel maggio del 1483, si arrese alle truppe milanesi. I principali feudi rossiani di Felino, Torrechiara e San Secondo furono assegnati a Leone Sforza, figlio minore di Ludovico il Moro, che ne divenne amministratore. Alla morte del giovane, avvenuta nel 1496, i tre feudi passarono, per qualche tempo, alla duchessa Beatrice d'Este, sempre per donazione del marito Ludovico.
In seguito alla conquista del ducato di Milano da parte dei francesi nel 1499, il re Luigi XII investì dei manieri di San Secondo, Felino e Torrechiara Troilo I de' Rossi, figlio di Giovanni il "Diseredato", ma il conte prese possesso solo del primo, in quanto gli abitanti si opposero al suo ingresso, appoggiando invece il cugino Filippo Maria de' Rossi, figlio di Guido. Per risolvere la questione, il re assegnò Torrechiara e Felino al maresciallo Pietro di Rohan, signore di Giè. L'anno seguente Filippo Maria, alleato dei veneziani e di Ludovico il Moro, quando quest'ultimo si rimpossessò di Milano, occupò con facilità i due manieri, ma il successivo ritorno dei francesi lo costrinse alla fuga. Luigi XII riassegnò i feudi di Felino e Torrechiara a Pietro di Rohan, che nel 1502 li alienò al marchese Galeazzo Pallavicino di Busseto.
Nel 1545 la marchesa Luisa Pallavicino sposò il conte Sforza I Sforza di Santa Fiora, portandogli in dote i due castelli.
Nel 1551, durante la guerra di Parma che oppose il duca di Parma Ottavio Farnese, appoggiato dal re di Francia Enrico II, e il papa Giulio III, aizzato dal governatore di Milano Ferrante I Gonzaga, alleato dell'imperatore del Sacro Romano Impero Carlo V d'Asburgo, il Gonzaga conquistò i due manieri sforzeschi e pose l'accampamento a Torrechiara nei pressi della badia di Santa Maria della Neve; poco tempo dopo le truppe ducali di Ottavio, cugino di Sforza, contrattaccarono vittoriosamente il castello di Torrechiara, occupato dal capitano imperiale Ascanio Comneno, ma durante gli scontri la badia fu parzialmente distrutta.
Nel 1707 il feudo fu ereditato con gli altri beni della famiglia dal duca di Onano Federico III Sforza, che dal 1673 aveva aggiunto al proprio il cognome della moglie Livia, dando origine alla famiglia Sforza Cesarini.
In seguito all'abolizione napoleonica dei diritti feudali sancita nel 1805 nell'ex ducato di Parma e Piacenza, Torrechiara divenne frazione del nuovo comune (o mairie) di Langhirano.
Nel corso della seconda guerra mondiale, nel periodo dell'occupazione tedesca e della Repubblica Sociale Italiana, Torrechiara fece esperienza delle persecuzioni antiebraiche con l'arresto da parte delle SS di Armando Bachi, già generale di divisione dell'esercito italiano, e del figlio Roberto, giunti nel paese in cerca di rifugio. Moriranno entrambi a Auschwitz. In loro memoria sono stata poste in paese due pietre d'inciampo.

## Monumenti e luoghi d'interesse

### Architetture religiose

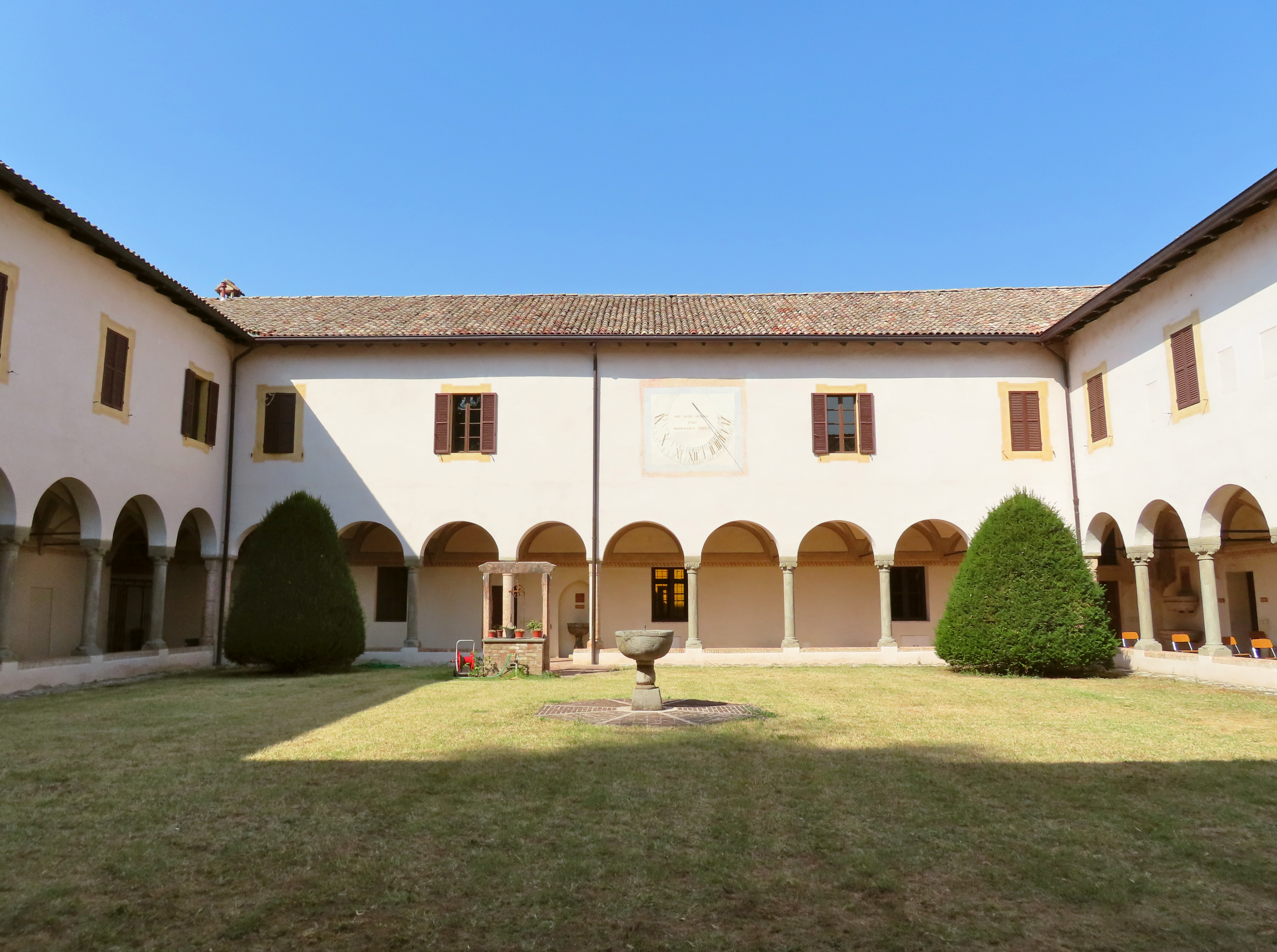
Chiostro dell'abbazia di Santa Maria delle Neve

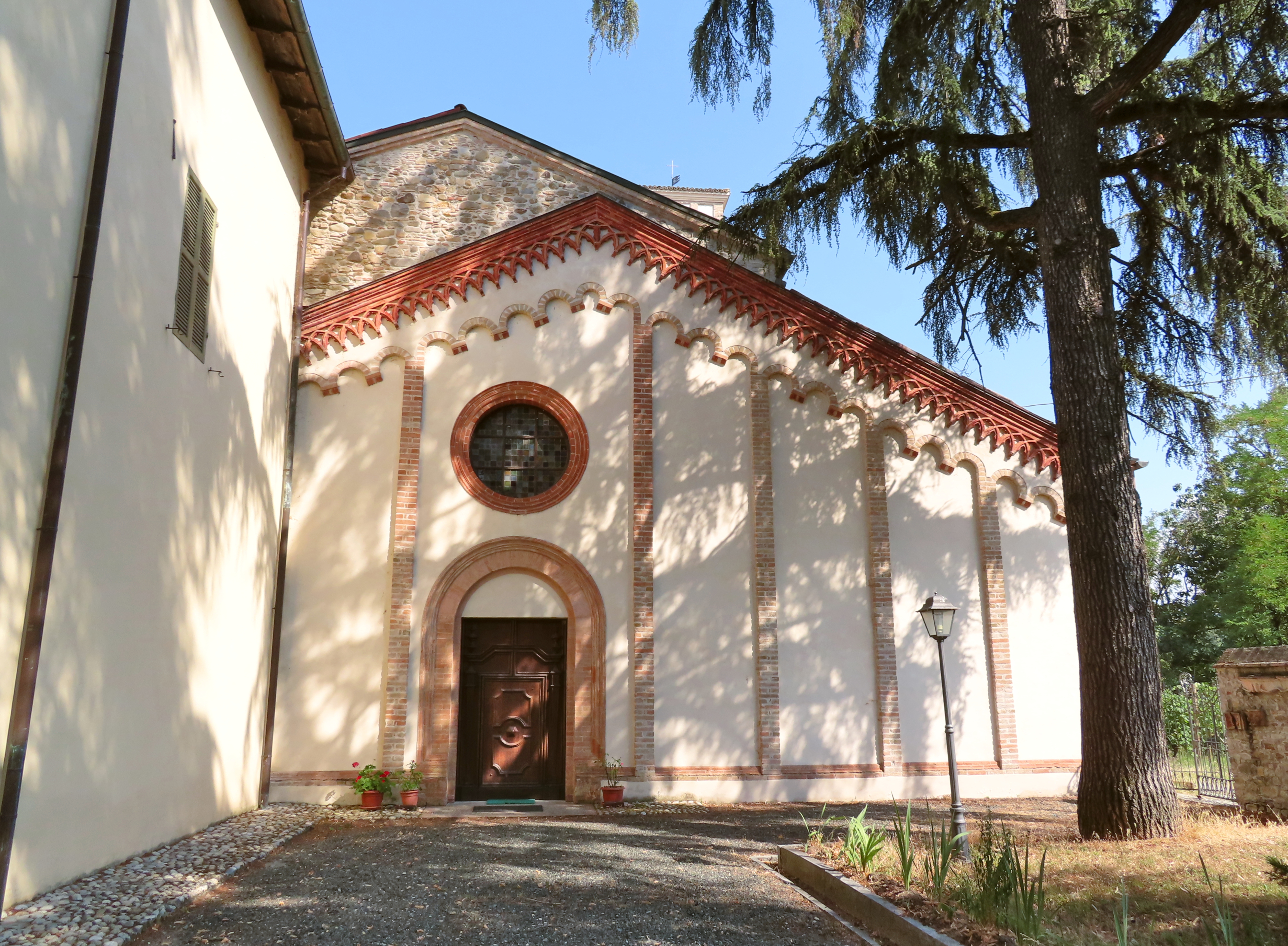
Chiesa di Santa Maria delle Neve

Badia di Santa Maria della Neve
Edificata tra il 1471 e il 1479 per volere di Pier Maria II de' Rossi sulla sponda del torrente Parma, l'abbazia fu dotata fin dalle origini di una chiesa tardo-romanica con campanile, di un chiostro rinascimentale con dormitorio e refettorio, di un giardino con orto, di un piccolo cimitero e di altri servizi destinati a circa venti monaci benedettini; dipendente dell'abbazia di San Giovanni Evangelista di Parma a partire dal 1491, fu parzialmente distrutta durante la guerra di Parma del 1551 e ricostruita in seguito; confiscata dal governo napoleonico nel 1810 e affittata a privati, nel 1816 fu restituita ai frati dalla duchessa Maria Luigia; incamerata dal Demanio nel 1866, fu riacquistata all'asta dai benedettini nel 1870; adibita a caserma militare durante la prima guerra mondiale, cadde in declino nel secondo dopoguerra; restaurata a partire dal 1978, divenne anche sede di un laboratorio apistico utilizzato dai monaci per la produzione di creme e tisane e di una foresteria aperta anche agli ospiti esterni. La chiesa è interamente ornata con affreschi settecenteschi, ma conserva un dipinto tardo quattrocentesco raffigurante la Madonna in trono col Bambino, attribuito al pittore Francesco Tacconi. Sul chiostro con quadriportico si affacciano vari ambienti decorati con affreschi di varie epoche, tra cui in particolare le tre sale del lato ovest, la sala degli Uccelli a nord e la sala del Capitolo a est. Nel giardino posteriore si erge, sul margine della scarpata del torrente, il Belvedere settecentesco dai tratti scenograficamente barocchi ma già linearmente neoclassici, decorato internamente con affreschi.

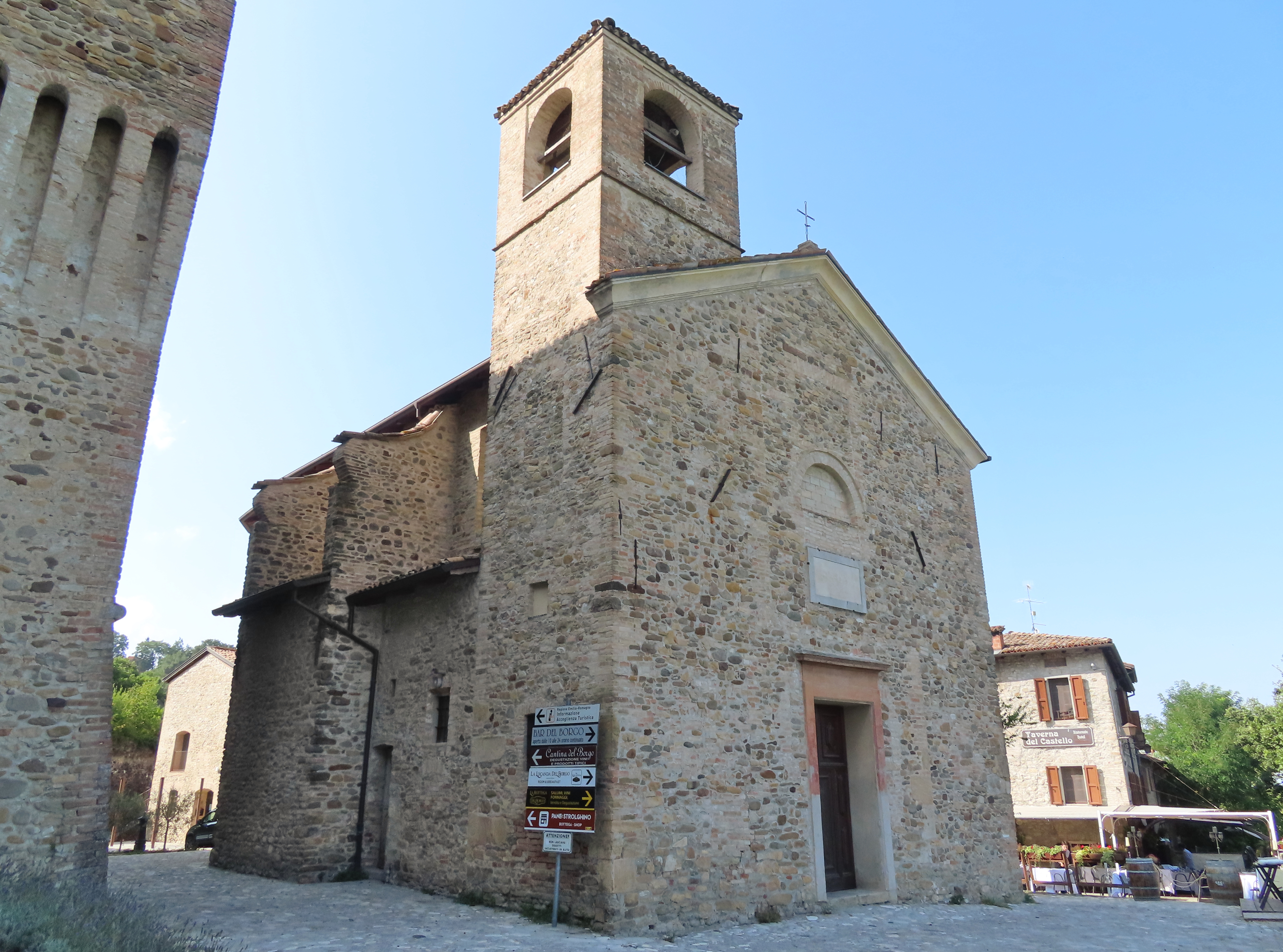
Chiesa di San Lorenzo
Edificata originariamente in stile romanico nel XII secolo, la cappella fu abbattuta e ricostruita nel 1453 per volere di Pier Maria II de' Rossi, durante i lavori di edificazione dell'adiacente castello; eretta a sede parrocchiale nel 1564, la chiesa fu sopraelevata verso la fine del XVII secolo; profondamente trasformata in stile barocco agli inizi del XVIII, ribaltando l'orientamento della struttura e intonacando gli interni, fu nuovamente modificata nel 1755 sopralzando l'abside settecentesca; ristrutturata tra il 1829 e il 1831 con la ricostruzione della facciata, fu restaurata nel 1941 e rinforzata strutturalmente tra il 1973 e il 1975; danneggiata dal sisma del 2008, fu consolidata tra il 2011 e il 2013; il luogo di culto conserva alcune porzioni dell'edificio originario e di quello rossiano, distinguibili nel paramento murario in pietra, oltre ad alcuni dipinti settecenteschi.

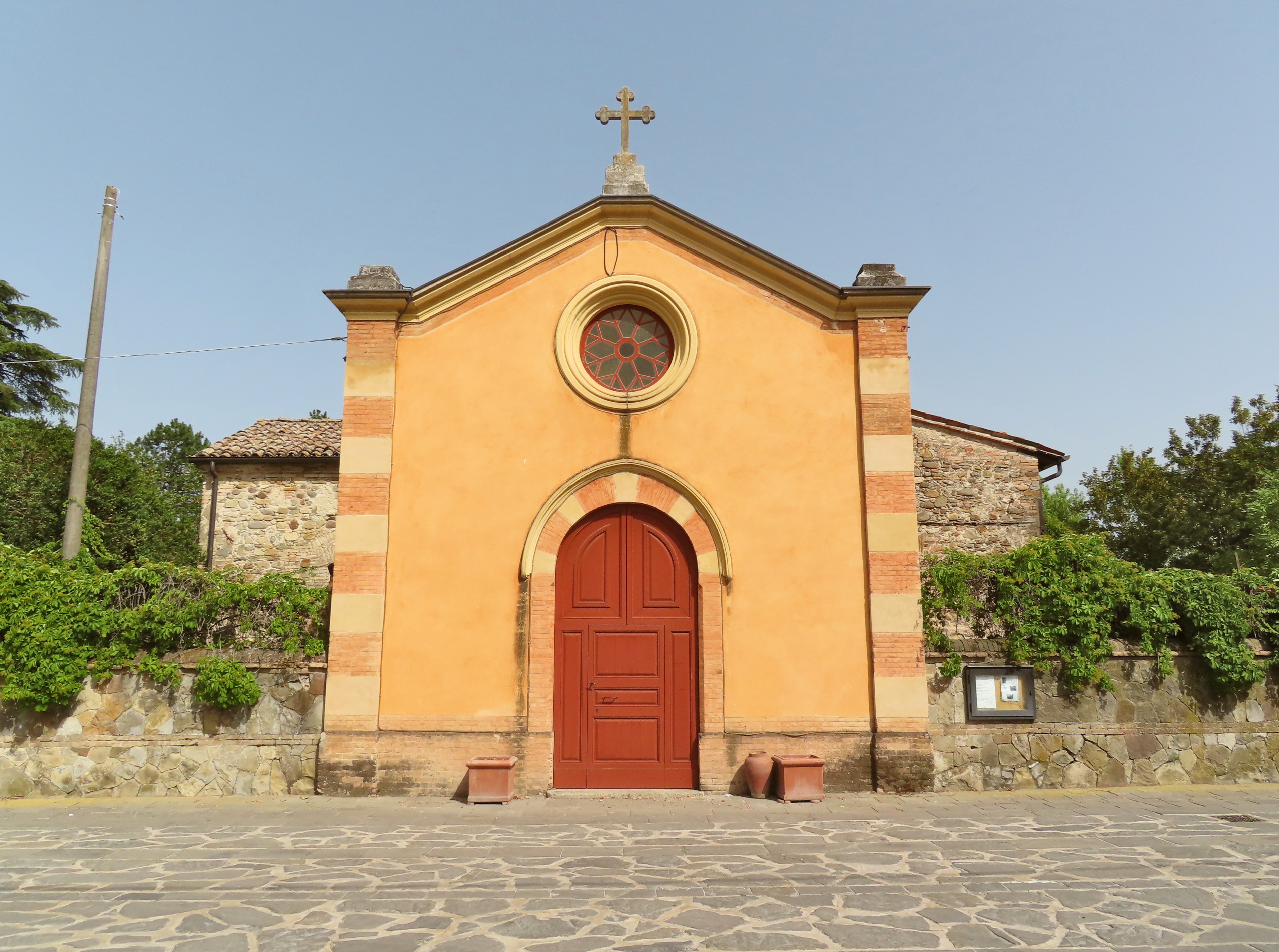
Oratorio di San Rocco
Costruito tra il 1612 e il 1619 sul luogo di una cappella preesistente a lato della piazza cinquecentesca del borgo inferiore, l'oratorio, restaurato nel 1786, fu parzialmente ricostruito in forme neoromaniche dopo il 1892, in seguito al crollo di parte della navata e della facciata; il piccolo luogo di culto presenta nel prospetto principale due paraste angolari e la cornice a tutto sesto del portale d'ingresso decorate a strisce orizzontali.

### Architetture militari

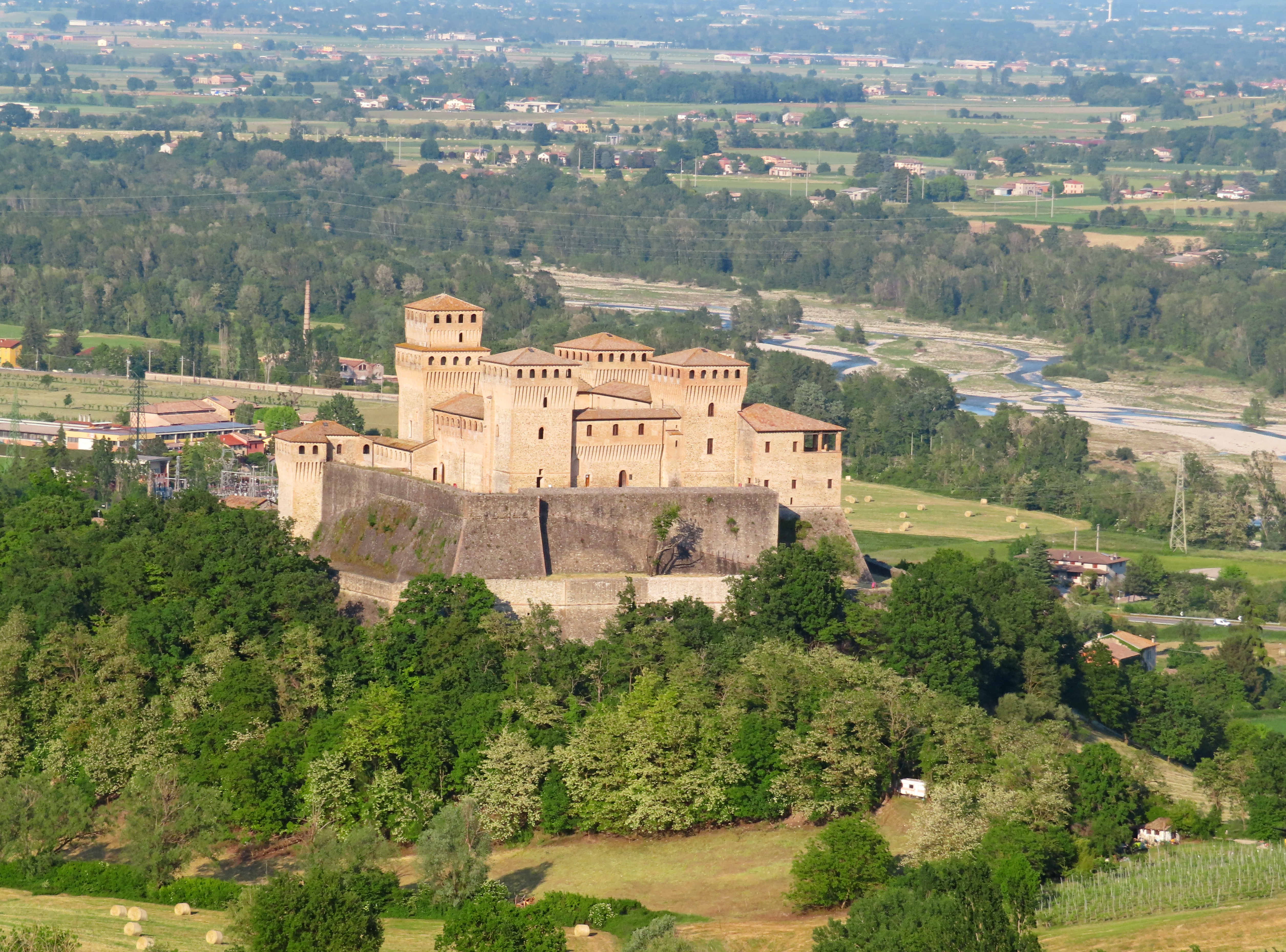
Castello

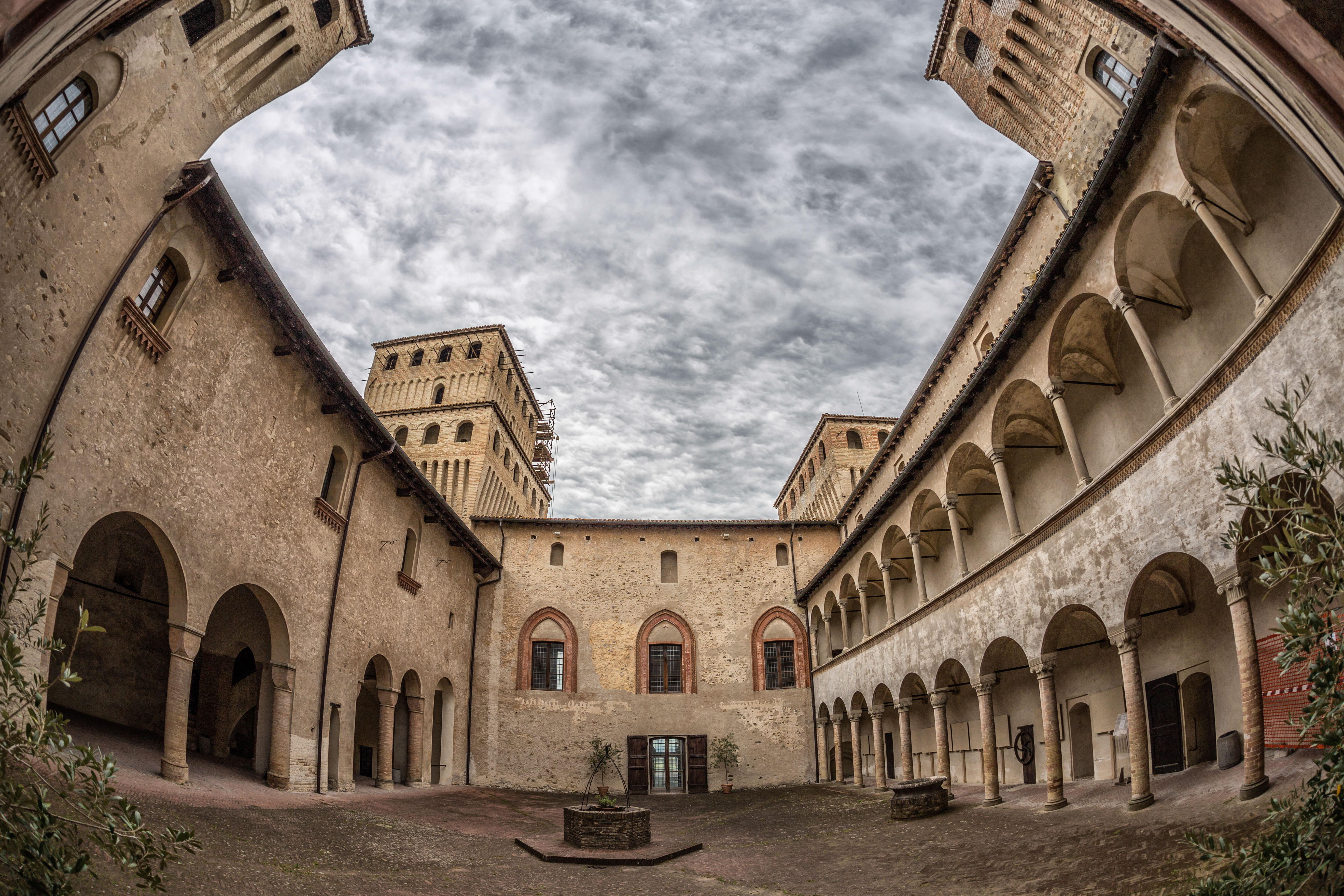
Corte d'Onore del castello

Salone dei Giocolieri del castello

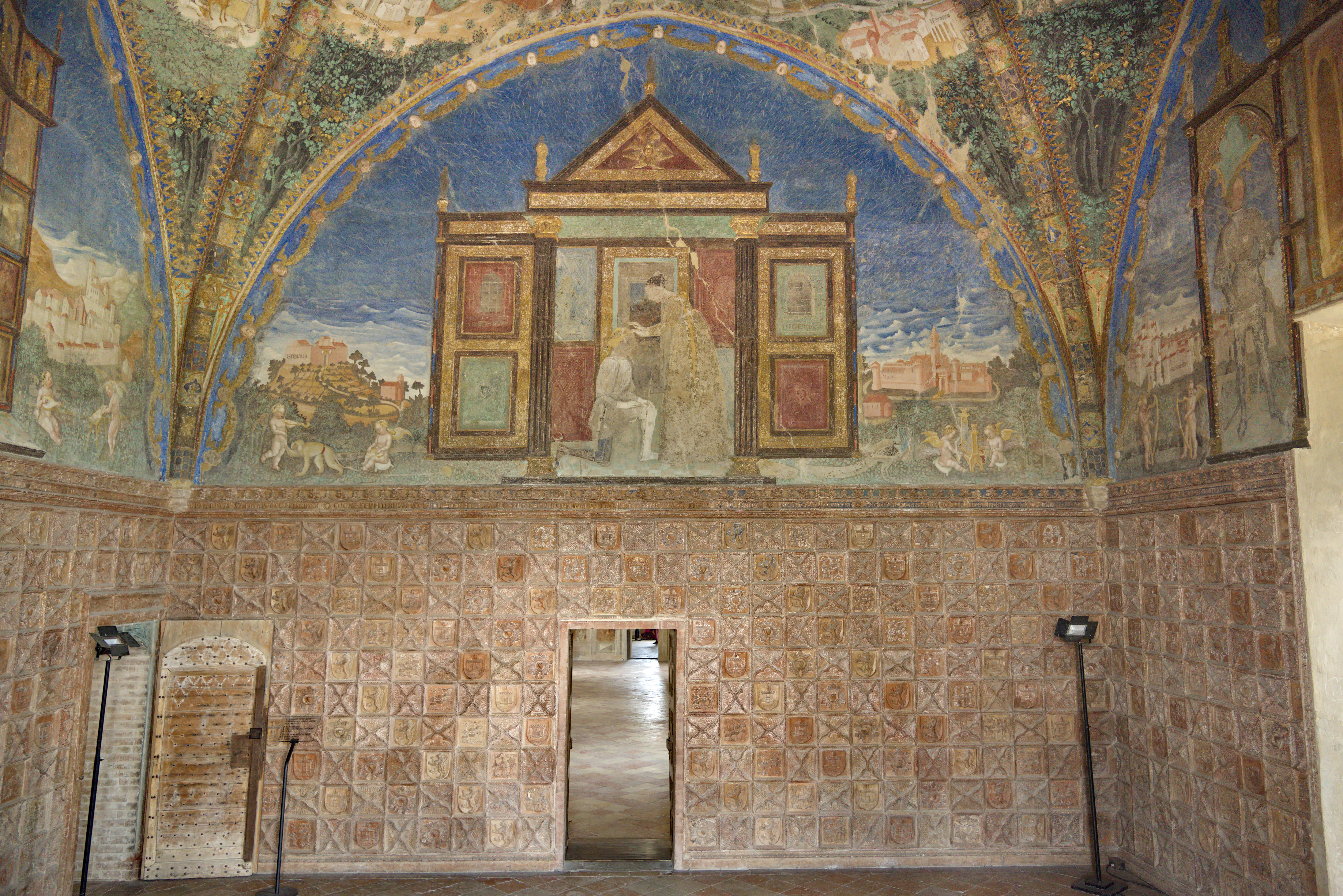
Camera d'Oro

Castello di Torrechiara, con la Camera d'Oro
Edificato originariamente in epoca medievale ma più volte distrutto tra il XIII e il XIV secolo, il castello fu ricostruito maestosamente tra il 1448 e il 1460 per volere di Pier Maria II de' Rossi, con la duplice funzione di possente struttura difensiva ed elegante nido d'amore per il conte e l'amante Bianca Pellegrini; ereditato da Guido de' Rossi nel 1482, fu conquistato l'anno seguente da Ludovico il Moro, che lo mantenne fino al 1499, quando il re di Francia Luigi XII, dopo aver conquistato il ducato di Milano, assegnò il maniero inizialmente a Troilo de' Rossi e successivamente al maresciallo Pietro di Rohan, signore di Giè; alienato nel 1502 al marchese Galeazzo Pallavicino di Busseto, nel 1545 passò in dote al conte Sforza I Sforza di Santa Fiora, che incaricò numerosi artisti delle decorazioni rinascimentali delle sale interne; ereditato nel 1707 dal duca Federico III Sforza Cesarini, fu trasmesso nel 1821 al duca Marino Torlonia; acquistato nel 1909 da Pietro Cacciaguerra, che lo spogliò di tutti gli arredi, nel 1911 fu dichiarato monumento nazionale e l'anno seguente fu comprato dal Demanio italiano; aperto al pubblico, fu utilizzato quale set di vari film storici, tra cui nel 1937 Condottieri, di Luis Trenker, e nel 1985 Ladyhawke, di Richard Donner; danneggiato dal terremoto del 23 dicembre del 2008, fu parzialmente chiuso e sottoposto a lavori di restauro, che furono conclusi nel 2014. Considerato uno dei più notevoli, scenografici e meglio conservati castelli d'Italia, il castello, sviluppato attorno alla Corte d'Onore centrale porticata, è dotato di cinque massicce torri con beccatelli, caditoie e merli ghibellini di coronamento, e di due loggiati panoramici cinquecenteschi affacciati sulla Val Parma e sulla pianura settentrionale; al suo interno conserva numerosi ambienti affrescati in stile rinascimentale da Cesare Baglioni e aiuti, oltre alla Camera d'Oro dipinta probabilmente da Benedetto Bembo nel 1462, unico esempio in Italia di un intero ciclo di dipinti medievali incentrati sulla glorificazione dell'amor cortese tra due personaggi realmente esistiti.

## Cultura

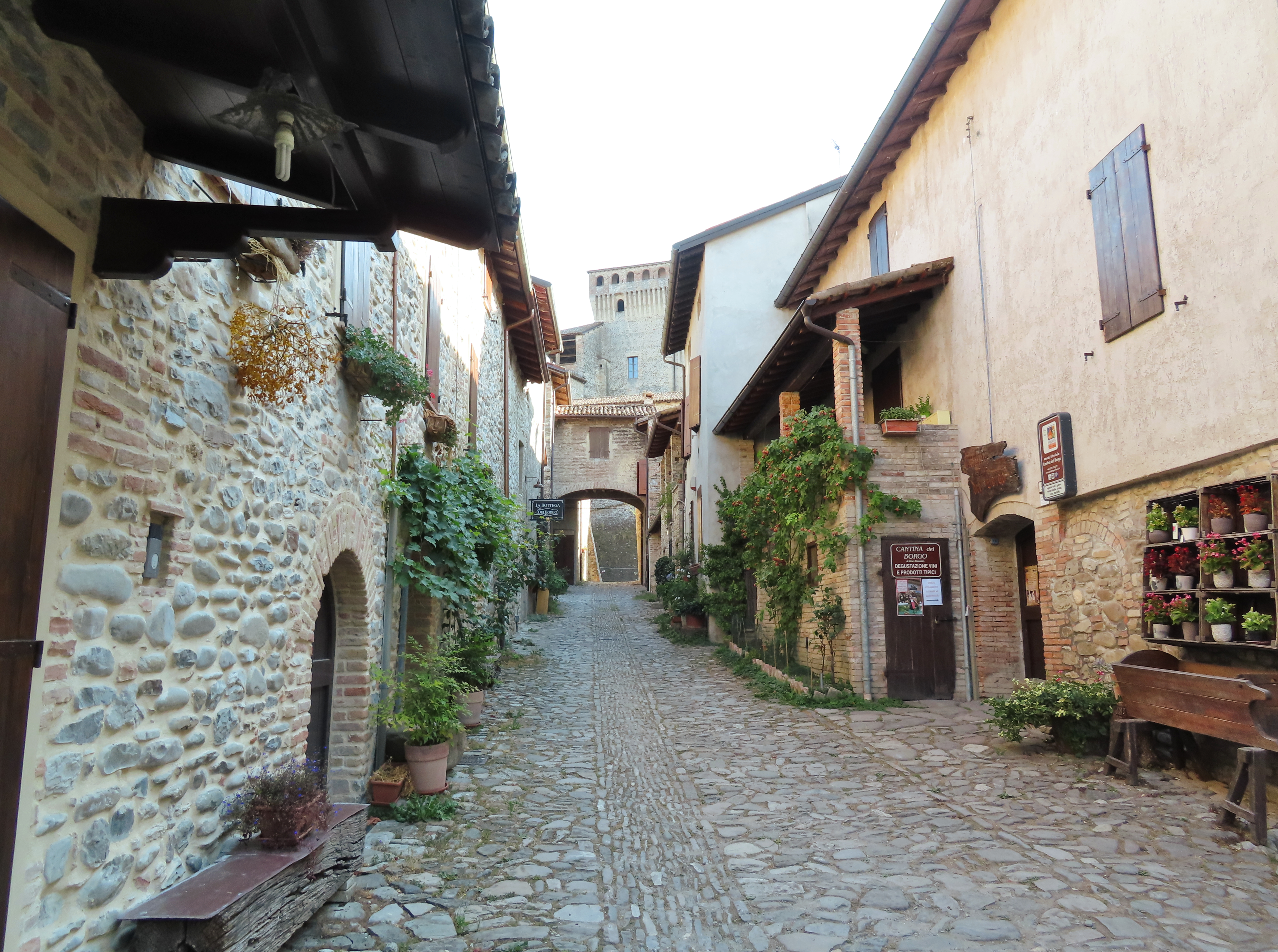
Strada del Castello nel borgo medievale

### Eventi
Il castello è sede di numerosi eventi a cadenza annuale. Tra questi, dal 1996, nei mesi di luglio e agosto, la Corte d'Onore del maniero ospita il Festival di Torrechiara "Renata Tebaldi", rassegna a carattere musicale che richiama ogni volta importanti artisti italiani e stranieri.